# 国鉄7100形蒸気機関車
7100形は、かつて日本国有鉄道の前身である鉄道院、鉄道省に在籍したテンダー式蒸気機関車である。1880年（明治13年）の北海道初の鉄道（官営幌内鉄道）の開業にあたり、アメリカ合衆国から輸入された蒸気機関車である。

## 概要
ピッツバーグのH. K. ポーター社で、次のように合計8両が製造された。
- 1880年（2両） : 1, 2（製造番号368, 369）
- 1882年（2両） : 3, 4（製造番号487, 488）
- 1884年（1両） : 5（製造番号643）
- 1885年（1両） : 6（製造番号672）
- 1889年（2両） : 9, 10（製造番号1009, 1010）

官営幌内鉄道は1889年に北海道炭礦鉄道に譲渡されたが、1906年（明治39年）に制定された鉄道国有法により買収・国有化され、全車が官設鉄道に編入されている。
この機関車は番号の他に歴史上の人物（北海道絡みが多い傾向）にちなんだ愛称を付されていることでも知られる。1 - 6には番号順に、「義經（義経/よしつね）」「辨慶（弁慶/べんけい）」「比羅夫（ひらふ）」「光圀（みつくに）」「信廣（信広/のぶひろ）」「しづか（静/しづか）」と命名されている（1889年製の2両は無名）。これは、当時のニューヨーク領事であった高木三郎の意見によったものといわれている。
西部劇から抜け出てきたような、アメリカの古典的スタイルの機関車で、その愛称とともに日本の古典蒸気機関車の代表格として親しまれている。

## 構造
動輪直径は914mm（3ft）、車軸配置2-6-0(1C)で2気筒単式の飽和式テンダー機関車である。弁装置はスティーブンソン式で、弁室をシリンダ上部に設置したアメリカ形である。
３つの動輪のうち真ん中の動輪にはフランジがない。
テンダー（炭水車）は2軸のボギー台車を2つつけた4軸のもので、側面に愛称名が漢字で大書されていた。これは、開拓長官黒田清隆の筆とも、大書記官山内堤雲の筆ともいわれている。
前述のように、典型的なアメリカ古典機スタイルで、前端梁に取り付けられたカウキャッチャー（牛よけ = 排障器）や大型のダイヤモンドスタック（火の粉止め）を取り付けた煙突、大型の油灯式前照灯、第1缶胴上に設けられたベル、木製の運転室などが、特徴的である。
ボイラーには、第2缶胴上に砂箱、ワゴントップ型の火室上に蒸気ドームが設けられている。
1880年に輸入された2両には、ウェスティングハウス・エア・ブレーキ製空気ブレーキが装備されており、客車とともに貫通制動ができるようになっていた。標準装備されていた自動連結器とともに、本形の先進的な部分である。当時、北海道以外の国内の鉄道では、真空ブレーキとリンク式連結器が用いられていた。

## 運転・経歴
1880年11月28日、手宮駅 - 札幌駅間が開業し、1「義經」と2「辨慶」の使用が開始された。先立つ同年10月には試運転にも投入されている。翌1881年（明治13年）8月30日には、明治天皇がこの区間に乗車し、「義經」が「開拓使号」客車を含むボギー客車9両編成のお召し列車を牽引している。
1882年11月13日には札幌 - 幌内間が延伸開業し、3「比羅夫」と4「光圀」が増備されている。その後、5「信廣」と6「しづか」が増備されたが、1887年の増備はやや大型のボールドウィン製の1C形テンダー機関車（7, 8。後の7170形）となった。1889年には、再びポーター製が2両増備され「9, 10」となったが、後に前述の「7, 8」と番号を交換（10, 9→7, 8）し、ポーター製を「1 - 8」に揃えている。
北有社による請負営業を経て、1889年12月10日、幌内鉄道は北海道炭礦鉄道に払下げられ、本形式も同社に引き継がれた。北海道炭礦鉄道ではA形（1 - 8）、後にイ形とした。

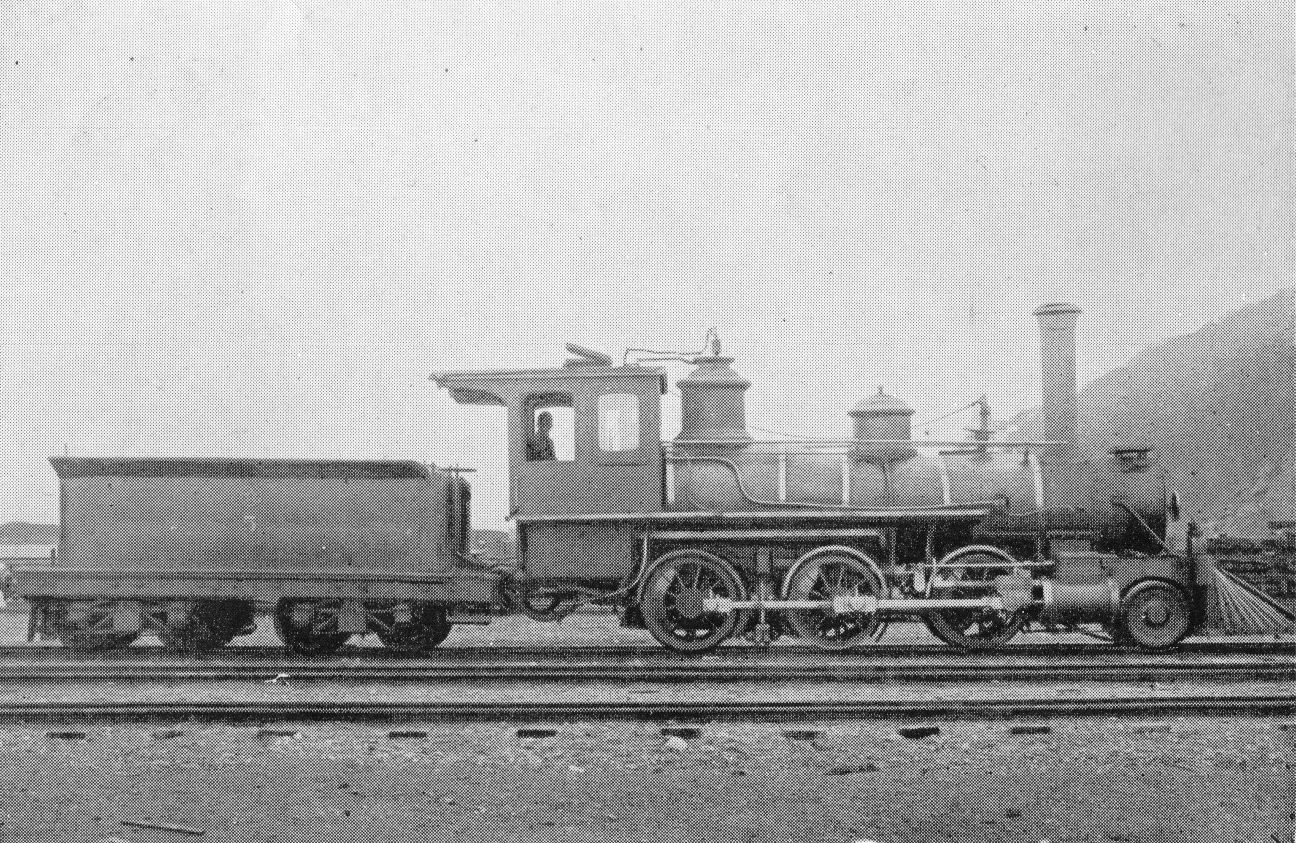
北海道炭礦鉄道5（改装後）

北海道炭礦鉄道では、本形に対し煙室の延長やダイヤモンド形煙突のパイプ形への交換、カウキャッチャーの撤去などの改造が行なわれ、原形が損なわれていった。1899年（明治32年）には、7が北海道庁鉄道部（北海道官設鉄道）に譲渡され、同部のB2形（11）となっている。同機は、煙突や煙室の改造が施行されておらず、原形に近い形態を保っていた。だが、いずれにしても、営業列車に使用されることはほとんどなく、主に建設工事や除雪用に使われていたようである。1905年4月1日の官設鉄道（鉄道作業局）編入後はEc形と称した。
前述のように、1906年10月1日、北海道炭礦鉄道は買収・国有化され、官設鉄道に編入された。前年4月に移管されていた北海道官設鉄道の1両を含めて、本形の8両全部が官設鉄道に引き継がれた。1909年（明治42年）には、鉄道院の車両称号規程が制定され、7100形（7100 - 7107）に改められた。公式の改番は次のとおりである。
旧北海道官設鉄道11（B2形）, 旧北海道炭礦鉄道1 - 6, 8（形式イ） → 7100 - 7107
この時の改番であるが、実際の番号と現車の製造番号の間の関係に相当の乱れが生じている。これは、製造銘板がボイラーに取り付けられていたことと、北海道炭礦鉄道では修繕の効率化のため、足回りとボイラーを別々に管理しており、相互の振替えが頻繁に行なわれていたために生じたもので、本形が3両も保存されることとなる遠因となっている（この詳細については、次節で述べる）。
この時点で、7103が入換用に、他の7両が北海道庁建設事務所に貸出され建設用に使用されていた。
1915年（大正4年）には粘着力の増大を図るため、先輪を撤去する改造を函館工場で施行されたが、蛇行動がひどくなり、すぐに復旧されている。ただし、改造の記録が確認できるのは7103のみで、復旧の記録もなく、全車に施行されたかどうかは疑わしい。
その後、1917年（大正6年）に7106が廃車され、日本製鋼所室蘭製作所に売却されたのを皮切りに、7103が1922年（大正11年）に廃車され、由仁軌道への譲渡が予定されたが、キャンセルされ、以降の消息は不明となっている。1923年（大正12年）に7100, 7102, 7104, 7105, 7107が廃車となり、7100, 7102, 7107が北海道建設事務所に、1925年（大正14年）には7104, 7105が梅鉢鐵工所（後の帝國車輛工業）に譲渡されている。7101は保存のため東京に送られた後の1924年（大正13年）に廃車となっている。
梅鉢鐵工所に譲渡された7104は、後に高知鉄道（後の土佐電気鉄道安芸線）の建設用に譲渡されたが、工事完成後に解体された。

## 保存

### 東京へ送られた7101

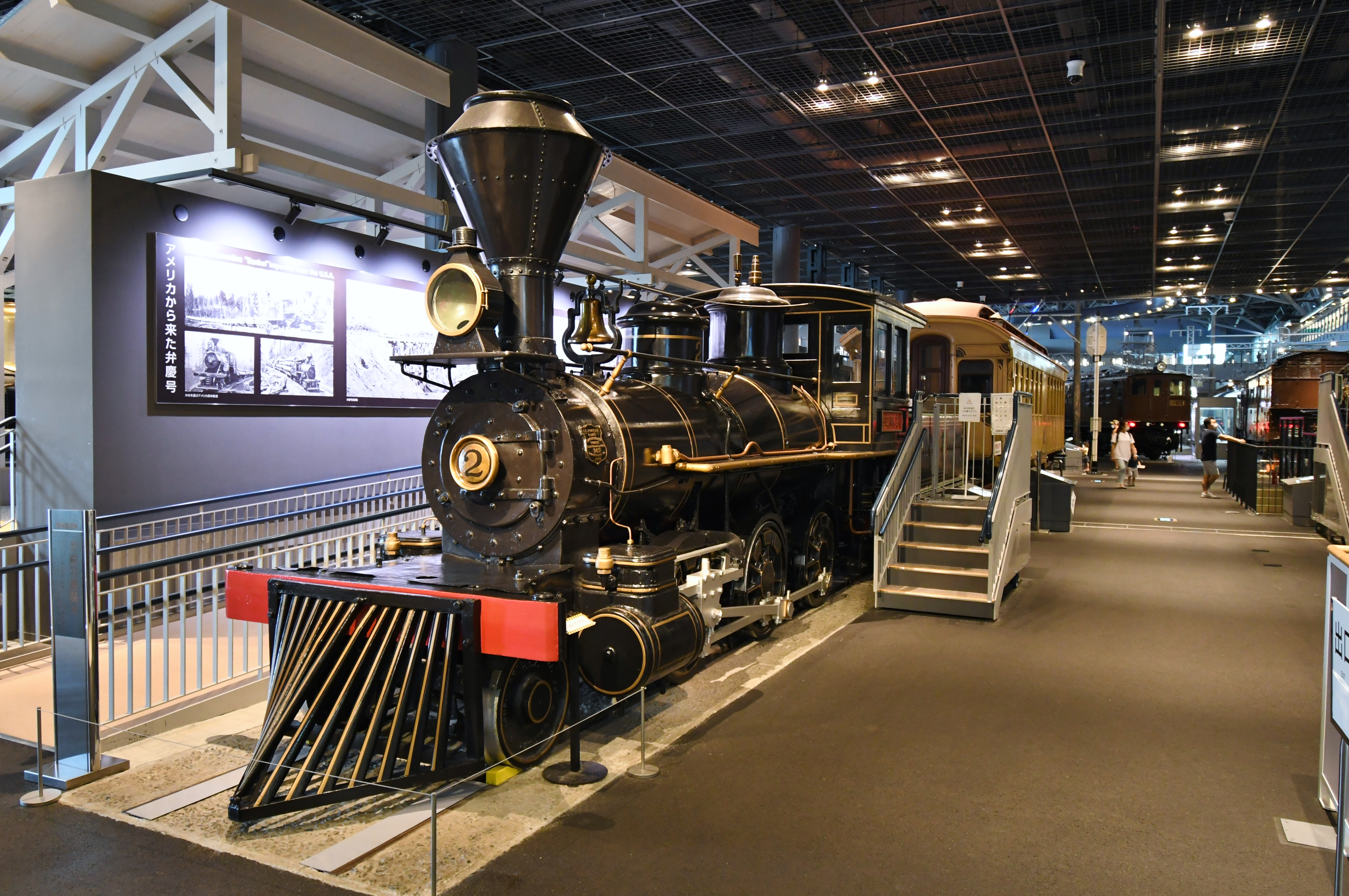
7101「辨慶」
鉄道博物館展示

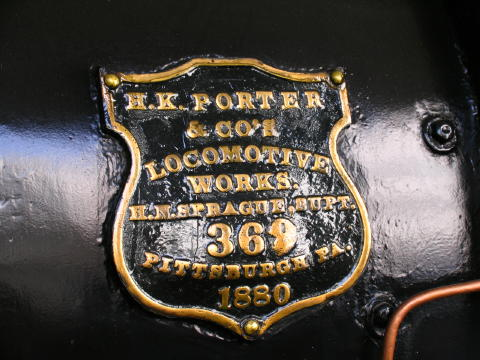
「辨慶」銘板

1922年、北海道の1号機関車である「義經」を東京に新設される鉄道博物館（のちの交通博物館）に保存することとなり、7101が「義經」の後身であると推定され、1923年8月に同館に送られた。しかし、同年9月1日に発生した関東大震災により東京入りできず、同機は黒磯駅構内の機関庫に10年以上も保管（放置）されることとなった。
1936年（昭和11年）、7101は大宮工場（現在の大宮総合車両センター）で「義經」として復元されることとなった。しかし同年、鉄道ファンである島崎英一と川上幸義が『7101が「辨慶」、7105が「義經」である』との調査結果を大宮工場に報告し、7101は一転「辨慶」として復元されることとなった。1940年（昭和15年）、同機の復元が完成し、交通博物館に収蔵、静態保存された。1958年（昭和33年）には鉄道記念物に指定されている。交通博物館閉館後は、2007年（平成19年）10月14日にさいたま市大宮区に開館した鉄道博物館に移され、展示されている。

### 北海道での初期の動き
一方、北海道では2号機関車である「辨慶」を札幌で保存しようということになった。札幌鉄道局工作課では廃車となっていた7103, 7107を除く6両の銘板を調査し、7100が1889年製の製造番号1010、7101が1880年製の製造番号369、7102が1884年製の製造番号643、7104が1882年製の製造番号488、7106が1885年製の製造番号672であると判明した（7105は銘板が失われていたため調査不能）。その後の聞取り調査により、7103が1882年製の製造番号487、7107が1889年製の製造番号1009であることがわかってきた。こうなると7105は、銘板はなくとも「義經」か「辨慶」のどちらかであることに間違いないはずなのだが、工作課ではなぜか7101を「義經」、7105を「信廣」と断定してしまった。「辨慶」は7102であるとしたが、製造年が合致しないため、7106「しづか」を保存することに決め、1929年（昭和4年）11月に日本製鋼所と「不要になった場合は、同量のくず鉄と交換で鉄道省が引き取る」旨の覚書を取り交わした。
北海道庁建設局に譲渡されていた7100, 7102は、1950年に用途廃止となって苗穂工場に送られ、7100は同年11月の北海道鉄道開通70周年記念展に整備の上展示されたが、7102は1952年に解体された。

### 1952年に復元された「義經」と「しづか」

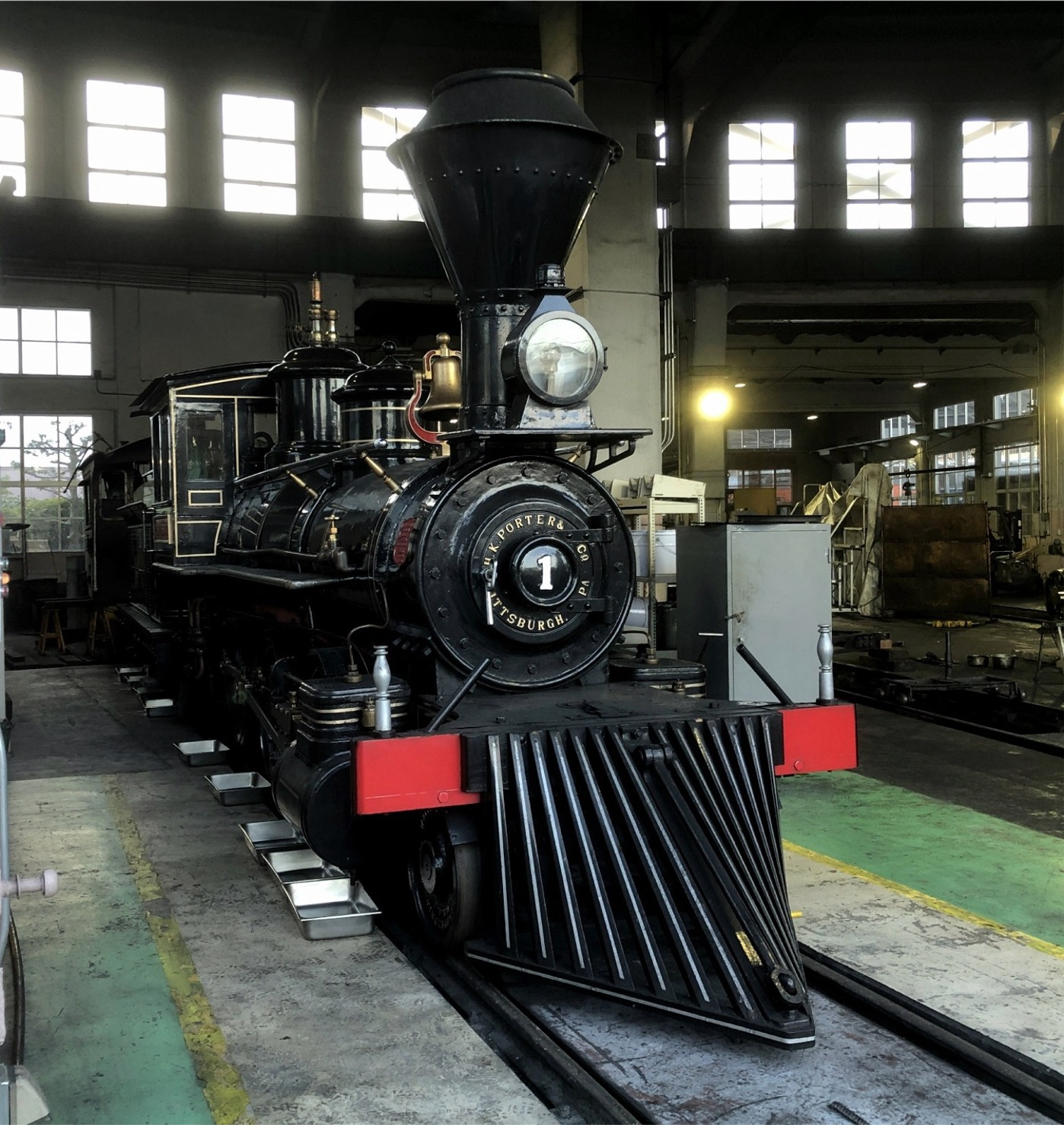
7105「義經」
京都鉄道博物館展示

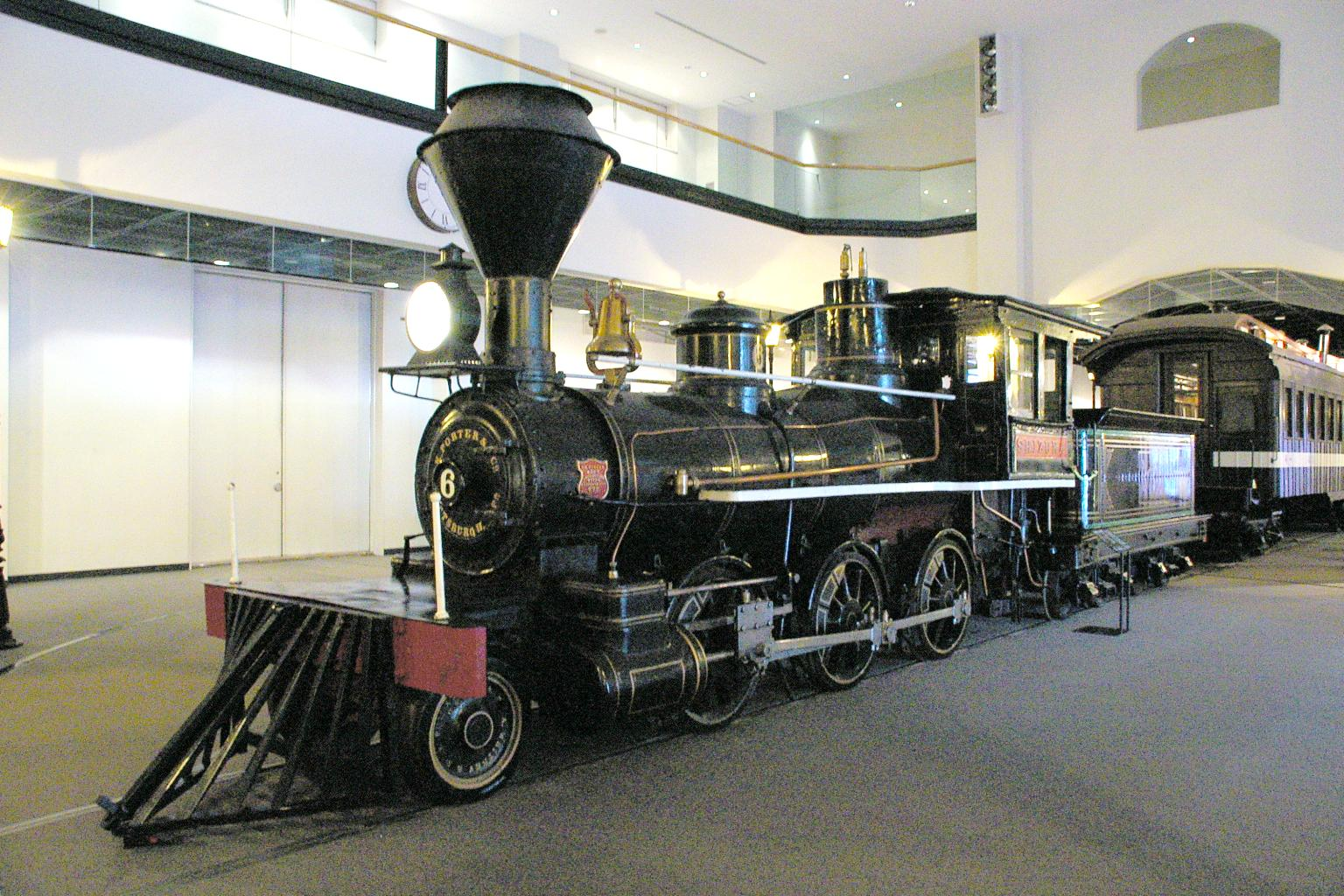
7106「しづか」
小樽市総合博物館展示

1952年（昭和27年）は鉄道開通80周年の年であり、多くの記念事業が計画されたが、鷹取工場では「義經」を復元することになった。7105は帝国車輛でテンダーを外し、不恰好な側水槽と炭庫を取付けられてタンク機関車に改造されており、わずか4ヶ月あまりの慌ただしい日程ではあったが、見事に動態復元された。
北海道では、1952年9月に日本製鋼所室蘭製作所で不要となった7106がかねての約束どおり国鉄に引き渡された。同機は、製鋼所でサドルタンク式のタンク機関車に改造されていたが、苗穂工場では7100の部品を流用して10月に復元を完成させた。復元の成った「義經」と「しづか」は東京に送られ、10月14日の鉄道記念日に原宿駅の宮廷ホームで揃って展示されている。一方で「しづか」に部品を提供した7100は、苗穂工場で解体された。
その後、「義經」は鷹取工場、「しづか」は苗穂工場に保管されたが、「しづか」は1962年（昭和37年）に小樽市手宮の北海道鉄道記念館（現在の小樽市総合博物館）に移され、翌1963年（昭和38年）には2両揃って準鉄道記念物に指定された。
「義經」は1982年に「みさき公園」の日本の鉄道博で動態展示された後、1990年（平成2年）には大阪市で開催された国際花と緑の博覧会の会場内でイベント列車として運転され、その後は大阪市港区の交通科学博物館に可動状態のまま2014年の閉館まで保存展示された。1997年（平成9年）には梅小路蒸気機関車館のSLスチーム号（蒸気機関車の体験乗車）として運転された。「義經」は、2004年（平成16年）に鉄道記念物に昇格した。
「義經」と「しづか」の両機は、1952年に東京で展示された後、再会イベントが度々行なわれており、1968年（昭和43年）、1980年（昭和55年）、2002年（平成14年）の3度、いずれも北海道鉄道記念館で再会を果たしている。
2010年10月14日には小樽市総合博物館で保存されている「しづか」も鉄道記念物に昇格した。
2014年3月12日、西日本旅客鉄道は4月6日をもって閉館する交通科学博物館から梅小路蒸気機関車館に移設するにあたり、「義經」を再び構内運転が可能な状態に復元すると発表した。同年10月頃に復元が完了し、SLスチーム号などとして構内運転をさせる計画となっている。同年10月10日、多くの鉄道ファンが見守る中、「義經」はその勇壮な走りを披露した。

### 車番に関する論争
本形式の車両銘板記載の製造番号に基づく車番論争は、北海道大学で製造元のH・K・ポーター社からの送り状が発見されて「義經」=製造番号368であったことが明確化した。だがその後もバルブギアなどの足回りの調査によって、7105から「信廣」を示す「643」を主体として、他の機関車を示す刻印が複数発見された。そのため
- 蒸気機関車はD52形やC62形などの甲缶載せ替えの例が示すとおり、ボイラは交換されても車番は変更されず、台枠亀裂等が発生した場合には廃車となることから、車両としての主体は台枠であるとし、7105は「信廣」である。
- 消去法で主要部品であるボイラーが製造番号368であることは確定しており、また本形式は車両の出生証明である銘板がボイラーに貼付されていたのであるから、ボイラーを主と見なして7105は「義經」とすべきである。

と主張する両派で対立が生じた。
しかしこの事実が判明した段階で、製造番号368の足回りを持っていた可能性があった7102は解体されてしまっており、復元スケジュールが切迫していたこともあり、『「義經」の主要部品（ボイラー）が使用されているのだから、「義經」に復元して差し支えない』との判断で、7105が「義經」として復元されている。

### その他

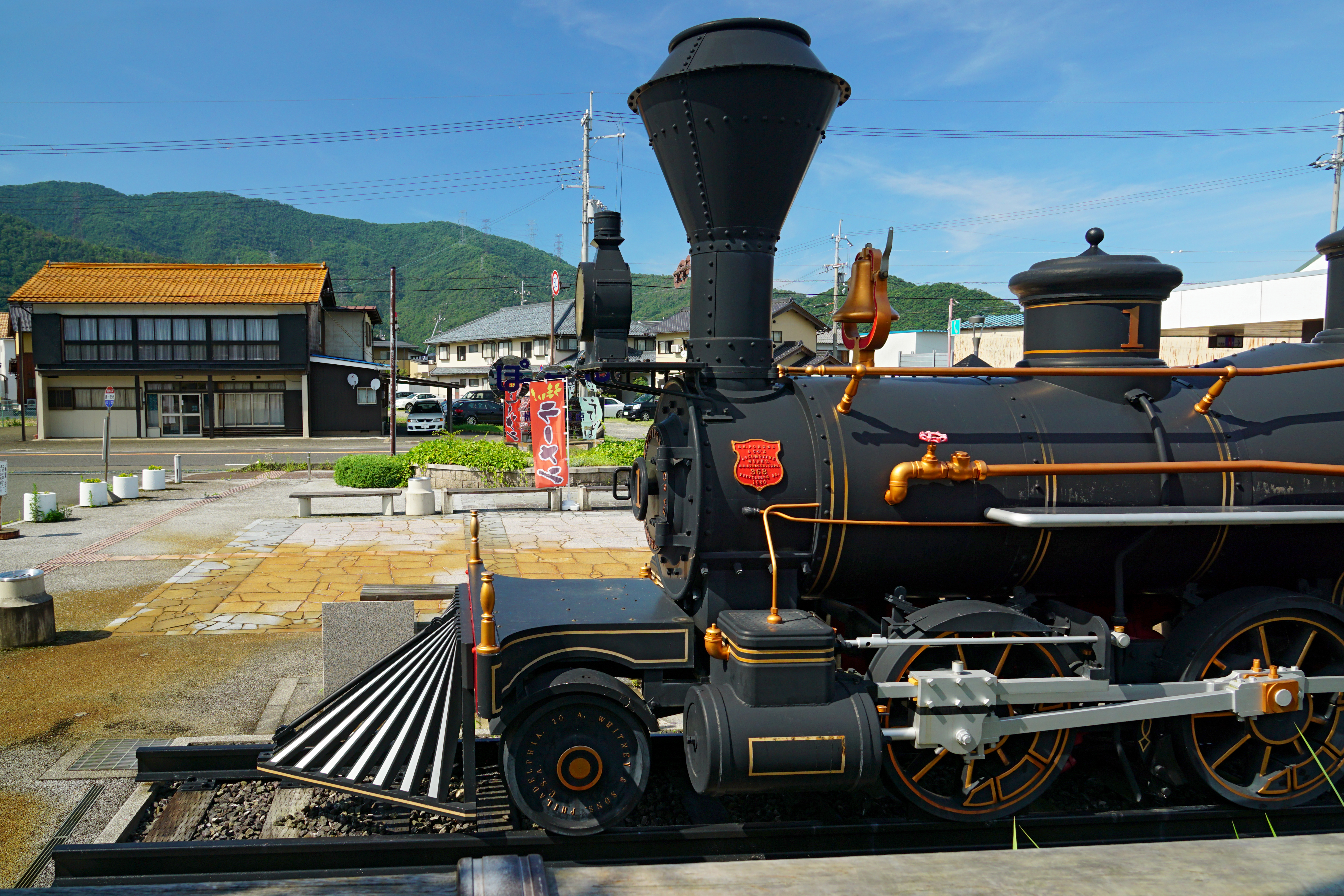
レプリカ

- 小浜線の若狭本郷駅には、「義経」のレプリカが設置されている。